# Municipio de Washington (condado de Clay, Indiana)
El municipio de Washington (en inglés: Washington Township) es un municipio ubicado en el condado de Clay en el estado estadounidense de Indiana. En el año 2010 tenía una población de 780 habitantes y una densidad poblacional de 8,2 personas por km².

## Geografía
Según la Oficina del Censo de los Estados Unidos, tiene una superficie total de 95.13 km², de la cual 95,12 km² corresponden a tierra firme y (0 %) 0 km² es agua.

## Demografía
Según el censo de 2010, había 780 personas residiendo. La densidad de población era de 8,2 hab./km². De los 780 habitantes, estaba compuesto por el 97,95 % blancos, el 0,9 % eran amerindios y el 1,15 % eran de una mezcla de razas. Del total de la población el 0,51 % eran hispanos o latinos de cualquier raza.